# Austro-Daimler
Pour les articles homonymes, voir Daimler.
Österreichische Daimler Motoren Gesellschaft (en bref, Austro-Daimler) est une marque d'automobile pionnière autrichienne, fondée en 1899 en tant que filiale de Daimler Motoren Gesellschaft. En 1928, elle fusionna avec l'entreprise Puch. Finalement, en 1934, la société est devenue partie intégrante du groupe Steyr Daimler Puch.

## Historique
La société en commandite est fondée le 11 août 1899 à Wiener Neustadt dans un premier temps comme succursale autrichienne de la marque Daimler Motoren Gesellschaft. Les fondateurs étaient Eduard Bierenz, un ami de Gottlieb Daimler, et Eduard Fischer, propriétaire d'une fonderie de fer. Pendant cette période, Austro-Daimler collabore étroitement avec le site principal à Cannstatt. La première automobile est sortie d'usine en 1900.
En 1902, le fils de Gottlieb Daimler, Paul, rejoint la société en tant qu'associé en responsabilité propre ; il a également repris la direction technique. L'année suivante, le premier prototype d'un char d'assaut (Panzerwagen) a été développé et présenté comme véhicule militaire de reconnaissance à l'empereur François-Joseph Ier qui, toutefois, n'a pas reconnu l'importance de cette invention. Le premier véhicules à quatre roues motrices fut construit en 1905. Peu tard, Paul Daimler a quitté la société pour occuper le poste de Wilhelm Maybach, responsable technique de Daimler Motoren Gesellschaft au nouveau site d'Untertürkheim.

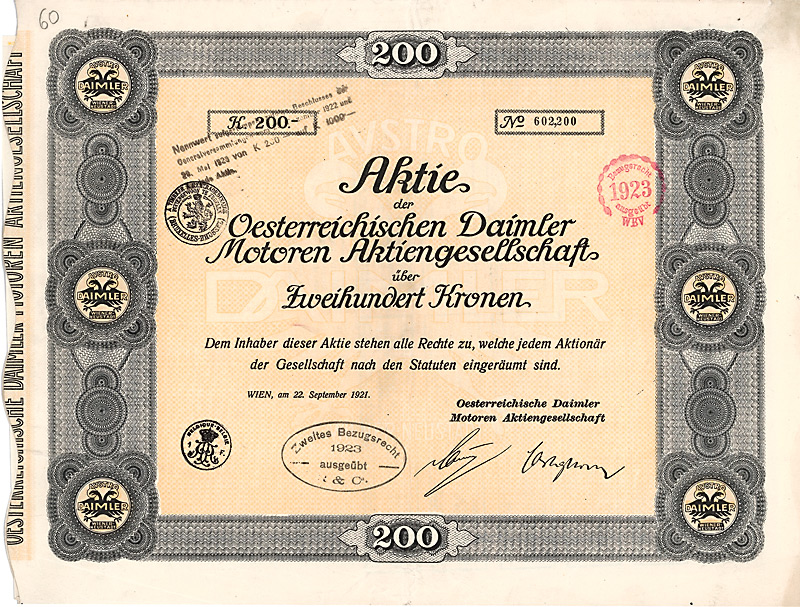
Action d'Austro-Daimler, 1921.

Grâce à l'intermédiaire du consul diplomate Emil Jellinek, l'ingénieur Ferdinand Porsche a succédé à Paul Daimler et prend la direction de la marque. Les usines deviennent indépendantes en 1909 et construisent alors d'excellentes voitures et automobiles de course en concurrence avec l'ancienne maison mère. Une société par actions (Aktiengesellschaft) a été fondée en 1910. La marque connait également des succès en compétition avec entre autres le Prinz-Heinrich-Fahrt (le tour du prince Henri), précurseur du Grand Prix automobile d'Allemagne en 1910, avec Porsche au volant. Dès 1913, Austro-Daimler a coopéré avec les usines Škoda à Pilsen. Lors de la Première Guerre mondiale, la firme produit des tracteurs d'artillerie tel l'Austro-Daimler M.17.
L'échec de la guerre et la dissolution de l'Autriche-Hongrie selon les dispositions du traité de Saint-Germain-en-Laye signé en 1919 ont entraîné des difficultés économiques pour l'entreprise. Le comité a décidé de créer une communauté d'intérêts avec les usines Austro-FIAT à Vienne et Puch à Graz. En 1923, Ferdinand Porsche est revenu à Daimler Motoren Gesellschaft, il est suivi par Karl Rabe (en), Oskar Hacker et d'autres. Les modèles les plus remarquables de cette époque furent les modèles haut de gamme Austro-Daimler AD 6-17 (1921–1924) et Austro-Daimler ADV (1924–1927), l'automobile de course Austro-Daimler Sascha (1922), la série Austro-Daimler ADM (de) (1923–1928) et le modèle de luxe Austro-Daimler ADR (de) (1927–1934).
En 1928, Austro-Daimler fusionne avec Puch et la Oesterreichische Flugzeugfabrik AG pour former Austro Daimler Puchwerke qui elles-mêmes s'associèrent à Steyr le 12 octobre 1934 pour constituer Steyr Daimler Puch.
|  |  |  |

|  |  |  |

### Palmarès sportif
Courses de côte:

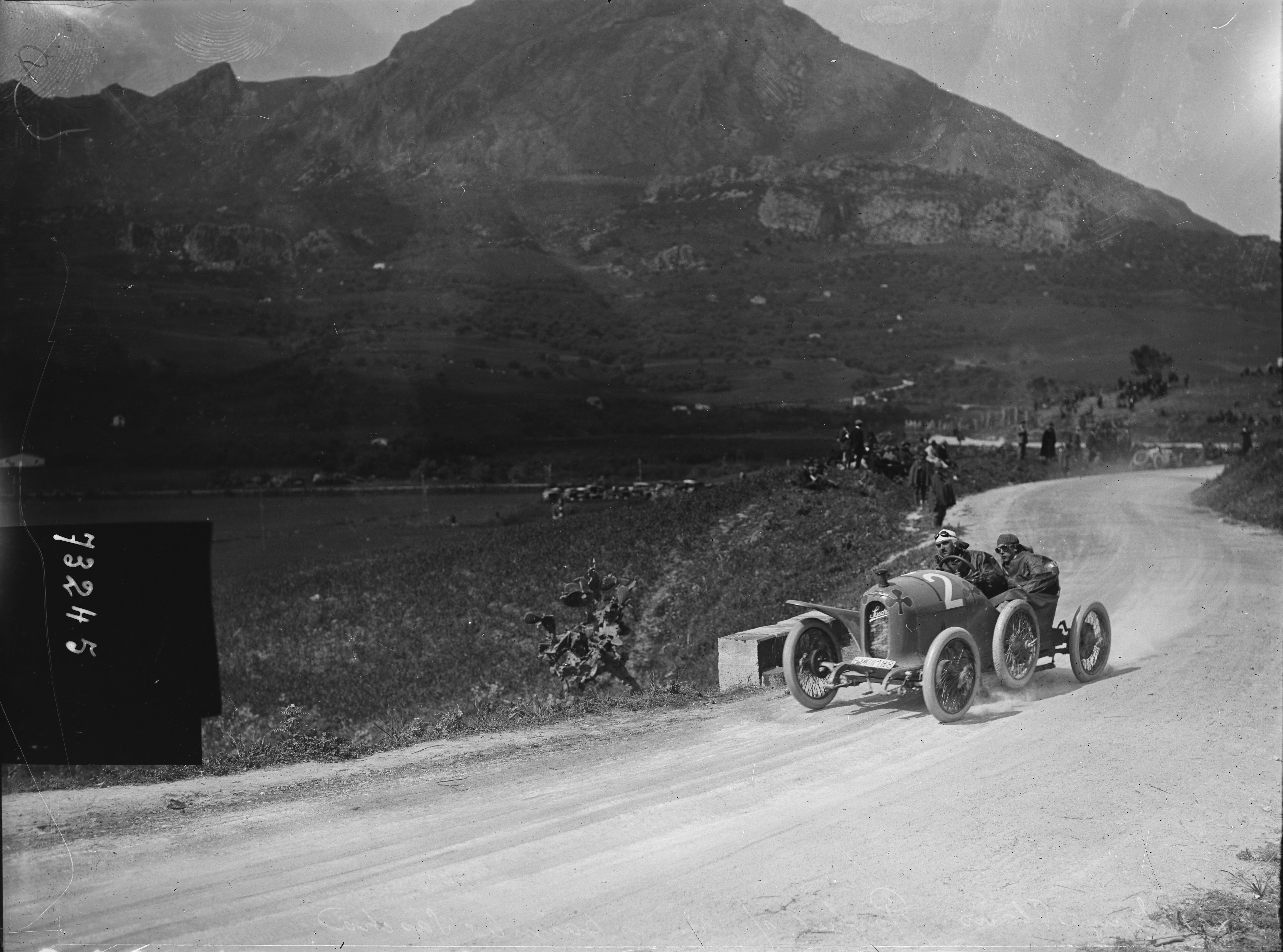
Lambert Pöcher sur la Sascha d'Austro-Daimler (ici lors de la Targa Florio 1923).

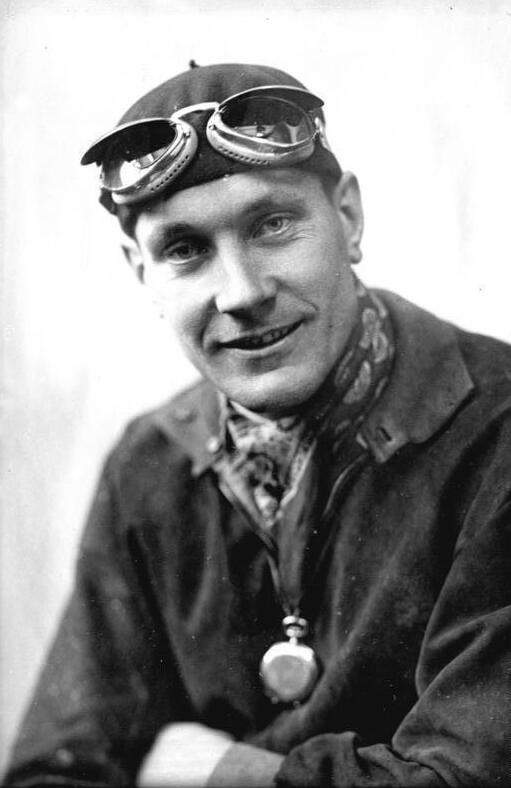
Hans Stuck en 1929.

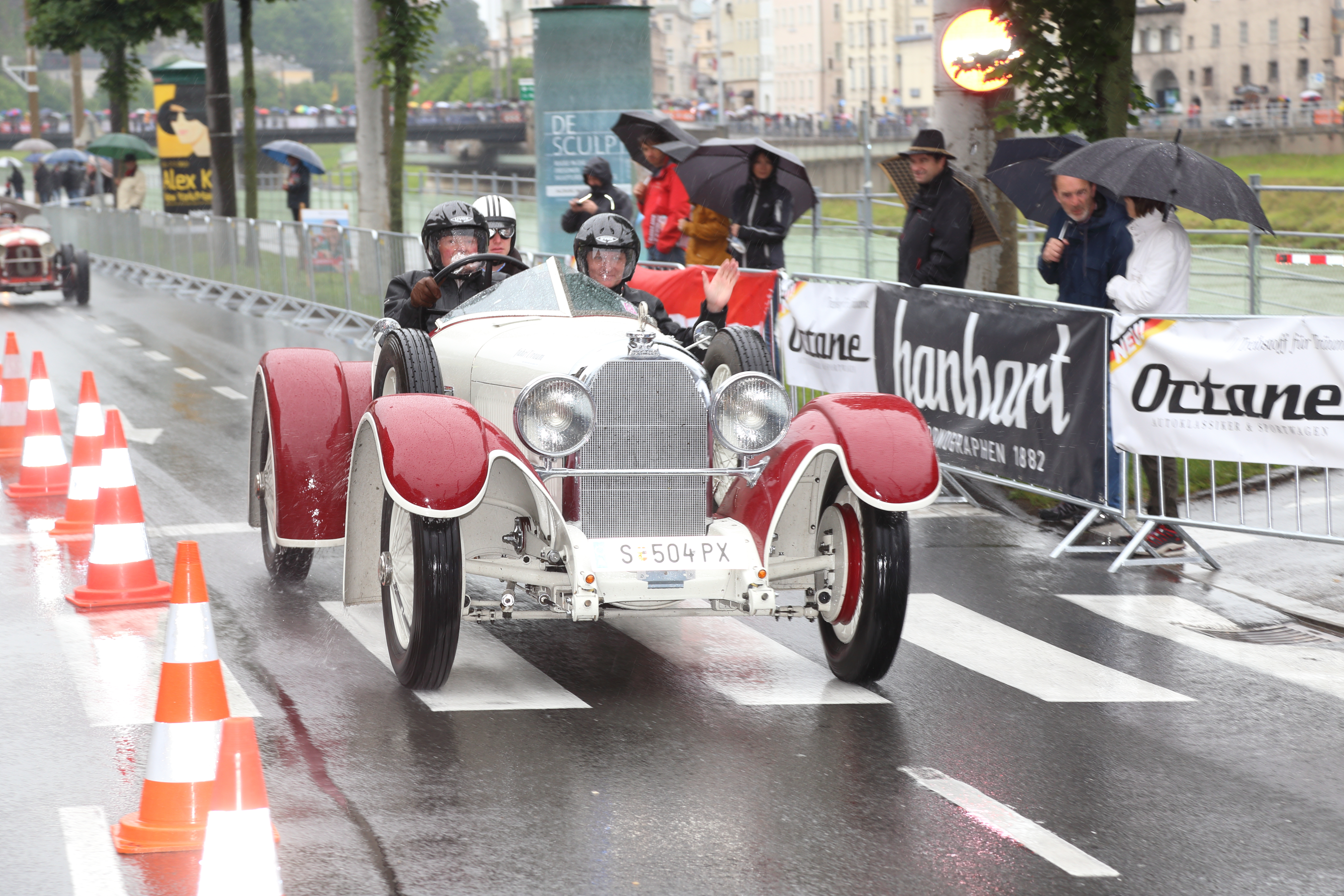
Austro Daimler ADR 6 Sport de 1930.

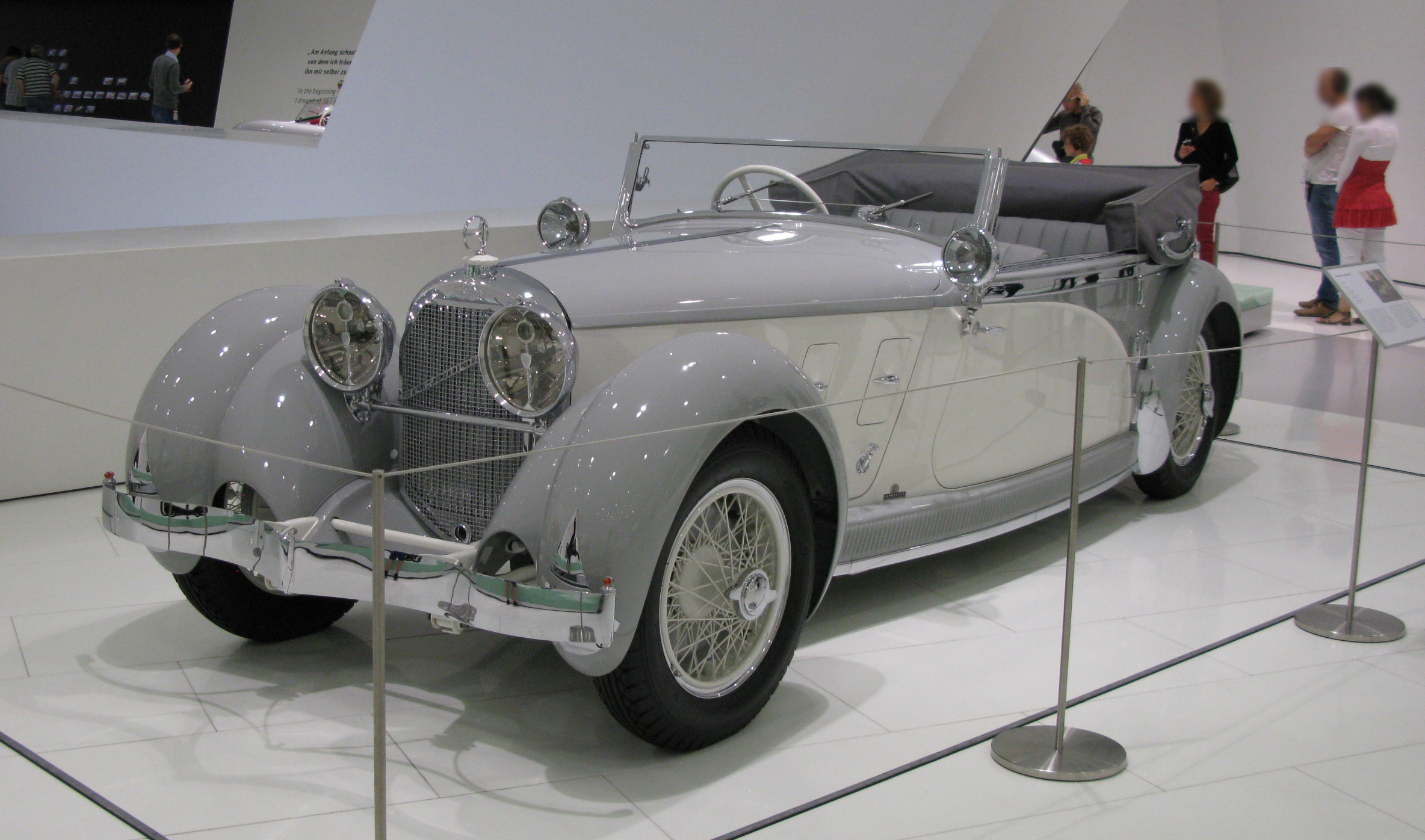
À la suite des succès de la marque dans la discipline, une Austro-Daimler "Bergmeister" de 1932 (Musée Ferdinand Porsche).

Entre 1922 et 1931, Austro-Daimler ne remporte pas moins qu'environ 70 courses de ce type, essentiellement en Europe centrale. Sont ainsi notables :
- Course de côte de Malchamps 1922 (Lambert Pöcher) ;
- Course de côte de Brno-Soběšice (Brno) 1924 (Wetzka) ;
- Course de côte d'Antoniberg (Bad Reichenhall) 1924 (Otto) ;
- Course de côte du Riesberg (Graz) 1924 (Veyder-Malberg) ;
- Course de côte de Tauern (Salzburg) 1926 (Fritz Heiden) ;
- Course de côte de Zirlerberg (Zirl) 1927, 1928, 1929 et 1930 (Hans Stuck) ;
- Course de côte d'Arlberg 1927 et 1928 (Stück) ;
- Course de côte des Tatras 1927 (Liefeldt) et 1930 (Stück) ;
- Course de côte du Kesselberg 1928, 1929 et 1930 (Stück) ;
- Course de côte de Kriens-Eigental (Luzern) 1928 (Stück) ;
- Course de côte du Zugerberg (Zug) 1928 (Stück) ;
- Course de côte de Oberjoch (Hindelang, Allgäu) 1928 (Stück) ;
- Course de côte du Semmering 1929 et 1930 (Stück) ;
- Course de côte Zbraslav - Jíloviště (Prague) 1929 et 1930 (Stück) ;
- Course de côte de Svab (Budapest) 1929 et 1930 (Stück) ;
- Course de côte Nice - La Turbie 1929 (Stück) ;
- Course de côte de Bernina (St. Moritz) 1929 (Stück) ;
- Coppa Tullio Leonardi (Vermicino-Rocca di Papa) 1929 (Stück) ;
- Course de côte de l'Ecce Homo 1929 (Stück) ;
- Course de côte de l'Estérel Climb (Cannes) 1930 (Stück) ;
- Course de côte du Pötschenpass 1930 (Stück) ;
- Course de côte de Feleac (Cluy-Brasov) 1930 (Stück) ;
- Course de côte de Shelsley Walsh 1930 (Stück) ;
- Championnat d'Europe de la montagne 1930 (Stück, catégorie voitures de course) ;
- Course de côte de Brennberg (Oedenburg/Sopron) 1931 (Max von Arco-Zinneberg (de)) ;

Autres :
- Rallye de Pologne 1922 et 1924 (Henryk Liefeldt), 1925, 1927, puis 1929 et 1930 (Adam hr. Potocki) ;
- Championnat de Pologne des conducteurs 1927 et 1928 (Liefeldt) ;
- Grand Prix automobile de Lviv 1930 (Liefeldt) ;
- Coupe Internationale des Alpes 1931 ;
  - participation au Grand Prix automobile d'Italie 1922 (Kuhn) ;
  - participation au Grand Prix automobile d'Allemagne 1926 (Daimann) ;
  - participation au Grand Prix automobile d'Allemagne 1927 (Stück) ;
  - participation à l'Eifelrennen 1927 (Stück) ;
  - participation au Grand Prix automobile de Rome 1929 (Stück) ;
  - participation au Grand Prix automobile de Monaco 1930 (Stück).

Modèles :

- Austro-Daimler Sascha
- Austro-Daimler ADM I 10/45 (ADM I 10/45 produit jusqu’en 1928)
- Austro-Daimler ADM II 10/60
- Austro-Daimler 16/70 (produit jusqu’en 1928) [2]
- Austro-Daimler ADM-R
- Austro-Daimler ADV 17/60 [3]
- Austro-Daimler ADR 11/70 (Production en 1927 environ 400 unités Production en 1928 environ 800 unités, ainsi qu’en 1929 avec 800 unités.) [4]

## Production de Austro-Daimler
- 1922 . 1047 véhicules [5]
- 1923 . 978 véhicules
- 1926 . Avec un nombre connu de travailleurs, il est possible d’estimer la production possible de véhicules pour cette période. En 1924, la production chez Austro-Daimler était d’environ 0,77 véhicule par an et par employé. En 1925, elle était d'environ 1,22 véhicule et en 1926 jusqu’à 1,51 véhicule (par an et par employé). En moyenne, environ 490 travailleurs étaient employés en 1926. Ainsi, la production annuelle aurait été d’environ 740 véhicules[6]
- 1928 .En 1928, environ 1/5 de la production automobile autrichienne est due à Austro-Daimler, soit environ 1200 véhicules[7],[8].